# Dicranoloma entabeniense
Dicranoloma entabeniense là một loài rêu trong họ Dicranaceae. Loài này được Magill mô tả khoa học đầu tiên năm 1979.